# Nuevo Obrero
Nuevo Obrero es un barrio de la ciudad de Santa Cruz de Tenerife (Tenerife, Canarias, España), que se encuadra administrativamente dentro del distrito de Ofra-Costa Sur. 

## Demografía
| 2004  | 2005  | 2006  | 2007  | 2008  | 2009  | 2010  |
| ----- | ----- | ----- | ----- | ----- | ----- | ----- |
| 2.888 | 2.869 | 3.532 | 3.487 | 3.546 | 3.541 | 3.543 |

## Transportes
En guagua queda conectado mediante las siguientes líneas de Titsa: 
| Línea | Trayecto                                                           | Recorrido     | Frecuencia (Hora punta) |
| ----- | ------------------------------------------------------------------ | ------------- | ----------------------- |
| 15    | Santa Cruz - La Laguna (por la autopista)                          | Horario/Línea | 10 minutos              |
| 101   | Santa Cruz - Puerto de La Cruz (por Ctra. General)                 | Horario/Línea | 30 minutos              |
| 102   | Santa Cruz - Aeropuerto Norte - Puerto de La Cruz                  | Horario/Línea | 30 minutos              |
| 105   | Santa Cruz - La Laguna - Punta del Hidalgo                         | Horario/Línea | 30 minutos              |
| 106   | Santa Cruz - Icod de los Vinos (Directo)                           | Horario/Línea | 60 minutos              |
| 107   | Santa Cruz - Icod de los Vinos - Buenavista (por Aeropuerto Norte) | Horario/Línea | 120 minutos             |
| 108   | Santa Cruz - Icod de los Vinos (por Aeropuerto Norte)              | Horario/Línea | 120 minutos             |
| 126   | Candelaria - Campus Guajara - HUNSC - Intercambiador               | Horario/Línea | 2 por día               |
| 127   | Santa Cruz - Güímar (por Barranco Hondo)                           | Horario/Línea | 2 por día               |
| 231   | Santa Cruz - La Gallega (Directo)                                  | Horario/Línea | 20 minutos              |
| 232   | Santa Cruz - La Gallega (por El Cardonal)                          | Horario/Línea | 15 minutos              |
| 934   | Santa Cruz - Taco - Santa María del Mar (circular)                 | Horario/Línea | 20 minutos              |
| 936   | Santa Cruz - Santa María del Mar - Taco (circular)                 | Horario/Línea | 20 minutos              |
| 937   | Santa Cruz - cruce El Sobradillo                                   | Horario/Línea | 40 minutos              |
| 238   | Santa Cruz - San Matías (por Chamberí)                             | Horario/Línea | 35 minutos              |